# Federazione Svizzera di Rugby
La Federazione Svizzera di Rugby (in francese Fédération Suisse de Rugby; in tedesco Schweizerische Rugbyverband, SRV) è l'organismo di governo del rugby a 15 in Svizzera.
Affiliata all'International Rugby Board, è inclusa fra le nazionali di terzo livello senza esperienze di Coppa del Mondo.